# Foggy Dew
Foggy Dew és una cançó atribuïda a Canon Charles O'Neill.
Aquesta cançó és la crònica de l'aixecament de Pasqua de 1916. Encoratja els irlandesos a lluitar per la causa irlandesa, abans que per la britànica, com molts joves feien durant la Primera Guerra Mundial.
També és coneguda com a "Down the Glen" i ha estat interpretada i gravada per la majoria de grups de folk irlandesos coneguts, incloent The Clancy Brothers and Tommy Makem, The Dubliners, The Chieftains amb Sinéad O'Connor, Shane MacGowan i els The Wolfe Tones. La cançó també sona abans de cada actuació dels Dropkick Murphis.
Foggy Dew és una de les diverses cançons populars de la República d'Irlanda. Altres títols inclouen  The Green Fields of France, que tenia el títol original de "No man's land", The Band Played Waltzing Matilda, ambdues escrites per l'escocès-australià Eric Bogle, i una adaptació del segle XX de Jonnhy, We hardly knew Ye que reeemplaça l'esment tradicional de l'"illa de Sullon" per "l'illa de Ceylon".
L'any 1967 se'n va enregistrar una versió instrumental al disc Festival Folk (Edigsa) interpretada per en Xavier Oliveras i Xesco Boix.